# 古里埃勒区
古里埃勒區是索馬利亞的一個區，位於該國中部的加勒古杜德州，首府為古里埃勒。

## 外部鏈結
- 杜薩馬雷卜在Google地圖上的位置